# Capnella parva
Capnella parva är en korallart som beskrevs av S.F. Light 1913. Capnella parva ingår i släktet Capnella och familjen Nephtheidae. Inga underarter finns listade i Catalogue of Life.